# Radzików-Kornica
Radzików-Kornica – wieś w Polsce położona w województwie mazowieckim, w powiecie siedleckim, w gminie Mordy. Ma status sołectwa.
W latach 1975–1998 miejscowość administracyjnie należała do województwa siedleckiego.
Wierni Kościoła rzymskokatolickiego należą do parafii św. Jana Chrzciciela w Radzikowie Wielkim.

## Historia
Pierwszy zapis o tej wsi pochodzi z 1529 r., gdzie w parafii w Zbuczynie widniała nazwa Cornycza. W latach 1531, 1552 i 1564 zapisywano ją jako Cornicza. W kolejnych latach 1580, 1589 i 1620 nazwę zmieniono na Kornicza, a od następnych lat zapisywano ją już jako Kornica. Dopiero w 1827 r. miejscowość otrzymała oficjalną nazwę Radzików-Kornica.